# 1996 na política

## Eventos
- 14 de Janeiro - Jorge Sampaio é eleito presidente de Portugal.
- 9 de Fevereiro - O Exército Republicano Irlandês declara o fim de um cessar-fogo de 18 meses, seguido de um atentado a bomba em Londres.
- 14 de Fevereiro - Euskadi Ta Askatasuna assassina, em Madrid, o presidente do Tribunal Constitucional espanhol, Francisco Tomás e Vallente.
- 24 de Fevereiro – A aviação cubana abate dois aviões da organização Irmãos para o Resgate, de exilados cubanos em Miami.
- 5 de Março – Cerca de três mil famílias do Movimento dos Sem Terra promovem a maior ocupação de terras no Brasil, ao tomar a Fazenda Macaxeira, no Estado do Pará.
- 17 de Abril – A Polícia do Pará mata 19 sem-terra em confronto em Eldorado dos Carajás.
- 1 de Maio - Funda-se em Compostela (Galiza) o partido comunista galego Primeira Linha.
- 3 de Julho – Boris Iéltsin é reeleito presidente da Rússia.
- 11 de Setembro – A Comissão Especial dos Mortos e Desaparecidos responsabiliza o governo brasileiro pelas mortes dos guerrilheiros comunistas Carlos Lamarca, Carlos Marighella e José Campos Barreto e determina uma indenização às suas famílias.
- 3 de Outubro – Primeiro turno das eleições municipais brasileiras.
- 5 de Novembro – Bill Clinton é reeleito presidente dos EUA.
- 10 de Dezembro – Nelson Mandela assina uma nova Constituição e põe fim ao apartheid na África do Sul.
- 29 de Dezembro – Acordo entre o governo e a guerrilha põe fim a mais de 36 anos de guerra civil na Guatemala.

## Nascimentos
| Data           | Nome             | Profissão        | Nacionalidade | Observações | Ref |
| -------------- | ---------------- | ---------------- | ------------- | ----------- | --- |
| 28 de janeiro  | Kim Kataguiri    | deputado federal | Brasil        |             |     |
| 22 de Setembro | Fernando Holiday | vereador         | Brasil        |             |     |

## Mortes
| Data               | Nome                      | Profissão                                                                                         | Nacionalidade             | Observações | Ref |
| ------------------ | ------------------------- | ------------------------------------------------------------------------------------------------- | ------------------------- | ----------- | --- |
| 8 de janeiro       | François Mitterrand       | estadista e presidente de França de 1981 a 1995                                                   | França                    | n. 1916     |     |
| 9 de fevereiro     | Adolf Galland             | piloto de aviões, que se distinguiu durante a Segunda Guerra Mundial                              | Alemanha                  | n. 1912     |     |
| 21 de abril        | Dzhokhar Dudayev          | rebelde checheno                                                                                  | União Soviética           | n. 1944     |     |
| 20 de junho        | Wálter Guevara Arze       | presidente da Bolívia em 1979                                                                     | Bolívia                   | n. 1912     |     |
| 23 de junho        | Andreas Papandreou        | político                                                                                          | Grécia                    | n. 1919     |     |
| 6 de agosto        | Hernán Siles Zuazo        | presidente da Bolívia em 1952 e de 1956 a 1960                                                    | Bolívia                   | n. 1914     |     |
| 26 de agosto       | Alejandro Agustín Lanusse | presidente da Argentina de 1971 a 1973                                                            | Argentina                 | n. 1918     |     |
| 12 de setembro     | Ernesto Geisel            | 32º Presidente do Brasil                                                                          | Brasil                    | n. 1907     |     |
| 3 de novembro      | Jean-Bédel Bokassa        | presidente da República Centro-Africana de 1966 a 1976 e imperador Centro-Africano de 1976 a 1979 | República Centro-Africana | n. 1921     |     |
| 1 ou 3 de dezembro | Babrak Karmal             | presidente da República Democrática do Afeganistão de 1979 a 1986                                 | Afeganistão               | n. 1929     |     |
| 9 de dezembro      | Alain Poher               | presidente interino da França em 1969 e em 1974                                                   | França                    | n. 1909     |     |